# PowerPC 970
A PowerPC 970, PowerPC 970FX, és PowerPC 970MP 64 bites PowerPC architektúrájú, nagy teljesítményű RISC processzorok, amelyeket az IBM fejlesztett és mutatott be 2002-ben. Az Apple a 970-es sorozatot saját részéről PowerPC G5-nek nevezte, amivel Power Mac G5 számítógépsorozatával kötötte össze ezeket a processzorokat, utalva a termékei (és a processzorok) ötödik generációjára. A „generáció” fogalma itt teljesen önkényes, bár a 970-es sorozat valóban egy komoly technológiai ugrást jelentett.
Miután az 1990-es évek elején az AIM szövetség létrehozta a PowerPC architektúrát, a 970-es család az IBM és az Apple további együttműködése eredményeként jött létre. A fejlesztés kódneve „GP-UL”, azaz „Giga Processor Ultra Light” volt, ahol a „Giga Processor” az IBM POWER4 processzorának kódneve, amiből a mag származik. A 970-es a második 64 bites processzor a PowerPC családban, ugyanis a 2. generációs PowerPC 620 (1996) ugyancsak 64 bites volt, de kereskedelmi szempontból nem volt sikeres. Mikor az Apple bevezette a Power Mac G5-öt, kijelentette, hogy ez egy ötéves közös erőfeszítés volt, és több generációs fejlesztési tervet vetített előre. Ez a jóslat azonban rövid életű volt, mivel az Apple-nek rövidesen vissza kellett vonnia azt az ígéretét, hogy egy évvel a bevezetés után a processzorok elérik a 3 GHz-es órajelet. Az IBM sem tudta az energiafogyasztást a laptopok számára szükséges szintre csökkenteni. Végül az Apple a processzor összesen három változatát alkalmazta a termékeiben.
Az IBM JS20/JS21 blade modulok, néhány alsó kategóriás munkaállomás és System p szerverek alapulnak a PowerPC 970-es processzoron. Használják ezen kívül néhány nagy teljesítményű beágyazott rendszerben, pl. a Mercury Systems egyes eszközeiben. Az IBM a PowerPC 970 magot is licenceli egyedi alkalmazásokban való felhasználásra.

## Tervezés

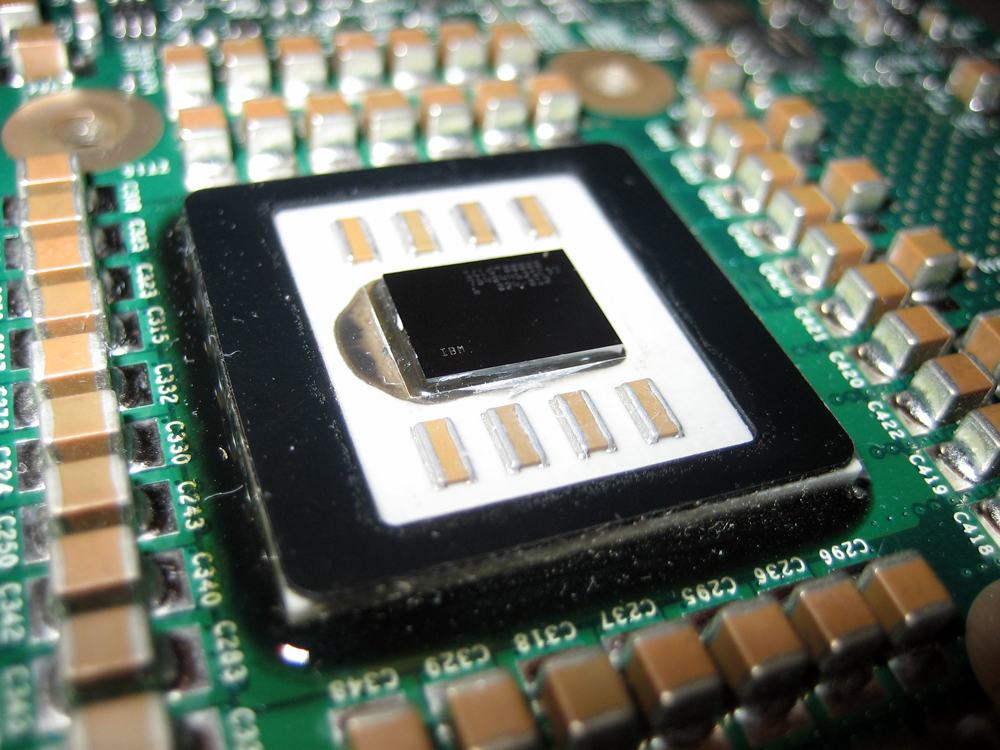
PowerPC 970FX processzor

A PowerPC 970 a POWER4 egymagos származéka és képes natív módon feldolgozni mind a 32 bites, mind a 64 bites PowerPC utasításokat, tehát kódkompatibilis a 32 bites G4-es processzorokkal, leszámítva a PowerPC specifikáció szerinti opcionális little-endian támogatást, ami a PowerPC 970-ből hiányzik. A rendszerrel való kommunikáció két 32 bites széles buszon keresztül történik. Hardverében rendelkezik egy előzetes utasításkód-lehívó és háromutas elágazás-előrejelző egységekkel. Megosztott L1 gyorsítótárral rendelkezik, 64 KiB az utasítások, 32 KiB az adatok számára, és 512–1024 KiB hibatűrő (hibajavító) L2 gyorsítótárral az utasításokhoz és adatokhoz.
A POWER4-hez hasonlóan, a front-endje kilenc fokozat hosszú. A PowerPC 970 legfeljebb nyolc utasítást képes lehívni és dekódolni, legfeljebb ötöt kiküldeni a várakoztató állomásokra, kibocsátani legfeljebb nyolcat a végrehajtó egységekhez és befejezni legfeljebb ötöt ciklusonként. A végrehajtási futószalagokat meghosszabbították a POWER4-hez képest, hogy magasabb ciklusonkénti utasításszám (IPC) értéket érjenek el. Nyolc végrehajtó egysége van: két aritmetikai-logikai egység (ALU), két kétszeres pontosságú lebegőpontos egység, két betöltő/tároló egysége és két AltiVec egysége.
Az egyik AltiVec-egység a fixpontos és lebegőpontos utasításokat hajtja végre, a másik pedig csak a permutáló utasításokat. Az utóbbinak három alegysége van az egyszerű fixpontos, összetett fixpontos és a lebegőpontos utasításokhoz. Ezek az egységek különböző hosszúságú futószalagokkal rendelkeznek: 10 fokozat az egyszerű fixpontos és permutáló utasításokhoz, 13 fokozat az összetett fixpontos utasításokhoz és 16 fokozat a lebegőpontos utasításoknak.
A processzor két egyirányú 32 bites kétszeres átviteli sebességű (DDR) sínnel (az egyik az olvasáshoz, a másik az íráshoz) csatlakozik a rendszervezérlő chiphez (északi híd (northbridge)), amely a processzormag sebességének negyedével működik. A sínek az adatok mellett címeket és vezérlőjeleket is szállítanak, ezért a maximális sávszélességnek csak egy része érhető el (6,4 GB/s 450 MHz-en). Mivel a sínek egyirányúak, minden egyes irány csak az összesített sávszélesség felét tudja megvalósítani, azaz 3,2 GB/s-ot.

## Generációk
A 970-es processzorok minden generációját az IBM East Fishkill-i üzemében gyártották New York államban, fehér kerámia hordozón, ami tipikus volt az IBM korabeli felső kategóriás processzorainál.

### PowerPC 970
A PowerPC 970-et az IBM 2002 októberében jelentette be. Ezt a processzort az Apple Computer Power Mac G5 gépében bocsátották ki, 2003 júniusában. A G3 és G4 elnevezéshez hasonlóan, az Apple a PowerPC 970 alapú termékeket is G5-nek nevezte el, ami a PowerPC ötödik generációját jelenti. Az IBM 2003 novemberében adta ki PowerPC 970-vel szerelt blade szervereit, elsőként a BladeCenter JS20-at.
A PowerPC 970-nek 512 KiB teljes sebességű L2 gyorsítótára van és 1,6–2,0 GHz közötti órajele. Az elsődleges sín (front side bus) a processzor órajelének felével működik.

### PowerPC 970FX
A PowerPC 970FX 90 nm-es gyártási folyamattal készült, maximális fogyasztása 11 watt 65 °C fokon és 1 GHz-es órajelen, illetve maximum 48 watt 2 GHz-en.
10 funkcionális egysége van: 2 fixpontos egység, 2 betöltő/tároló egység, 2 lebegőpontos egység, 1 elágazáskezelő egység, 1 SIMD ALU egység, 1 SIMD permutáló egység, és 1 feltételregiszter. Maximálisan 215 utasítás végrehajtását támogatja egyidőben: 16-ot az utasításlehívó egységben, 67-et az utasításdekódoló egységben, 100-at a funkcionális egységekben, és 32-t a tárolási sorban. 64 KiB közvetlenül leképezett utasítás-gyorsítótárral és 32 KiB adat-gyorsítótárral rendelkezik.
Az Apple a 2004-es évben több 970FX által hajtott gépet is kiadott: az Xserve G5 januárban, a Power Mac G5 júniusban, és az iMac G5 augusztusban jelent meg. A Power Mac bevezette a 2,5 GHz-es maximális órajelet, míg folyadékhűtéssel végül elérte a 2,7 GHz-et (2005 áprilisában). Az iMac az előoldali sínt (front side bus) az órajel egyharmadával hajtotta.
A felhasználók körében nagy volt a várakozás a G4-nél gyorsabb laptop CPU iránt, de az Apple nem szállított G5 sorozatú CPU-t a PowerBook laptopokban. Az eredeti 970-es túl sok energiát használt és soha nem tekintették a hordozható számítógépek szóba jöhető jelöltjének. A 970FX-ben a tervezett hőteljesítményt (TDP) közel 30 wattra sikerült csökkenteni 1,5 GHz-en, amiből sok felhasználó arra következtetett, hogy lehetséges egy PowerBook G5 megjelenése. Azonban több tényező akadályozta a 970FX-et, hogy használható legyen ebben a szerepben. 1,5 GHz-en a G5 nem volt jelentősen gyorsabb, mint az 1,5 és 1,67 GHz-es G4 processzorok, amelyeket az Apple a PowerBookokban már használt. Továbbá a rendelkezésre álló northbridge chipeket, amelyek a 970FX-et a memóriához és más eszközökhöz csatlakoztatják, nem hordozható számítógépekhez tervezték és túl sok energiát fogyasztottak. Végül, a 970FX nem rendelkezett megfelelő energiatakarékossági funkciókkal egy hordozható CPU számára. Minimális (tétlen, üresjárati) teljesítménye túl magas volt, ami rossz akkumulátor-élettartamhoz vezetett volna egy laptop számítógépben.

### PowerPC 970MP
Az IBM 2005. július 7-én, a tokiói Power Everywhere fórumon jelentette be a PowerPC 970MP – kódnevén „Antares” – processzort. A 970MP a 970FX kétmagos származéka, 1,2 és 2,5 GHz közötti órajelekkel, melynek maximális energiafelhasználása 75 W 1,8 GHz-en és 100 W 2,0 GHz-en, ami viszonylag magas érték. Mindegyik magnak van 1 MiB L2 gyorsítótára, ami kétszerese a 970FX-ének. A 970FX-hez hasonlóan, ez a chip is 90 nm-es folyamattal készült. Lapkájának mérete 154 mm2. Ebben az eszközben az IBM nagyobb hangsúlyt helyezett az energiaszabályozásra, így a processzormagok órajele és tápfeszültsége a terhelés szerint szabályozott, és megjelentek az energiatakarékos üzemmódok fokozatai. Ha az egyik mag üresjáratban van, akkor először „szendergő” állapotba kerül, majd leáll. A 970MP tartalmaz particionálási és virtualizációs funkciókat is.
A PowerPC 970MP felváltotta a PowerPC 970FX-et az Apple felső kategóriás Power Mac G5 számítógépeiben, míg az iMac G5 és a régi PCI-X Power Mac G5 továbbra is a PowerPC 970FX processzort használták. A PowerPC 970MP-t az IBM JS21 blade moduljaiban használják, az IBM Intellistation POWER 185 munkaállomásban és az YDL PowerStation-ben a Fixstars Solutions-tól (Yellow Dog Linux / YDL PowerStation).
A magas energiafelhasználás miatt az IBM a 2,0 GHz feletti órajelű egységek gyártását beszüntette.

## Északi hidak
Az IBM a PowerPC 970-alapú számítógépekhez két dedikált északi hidat (northbridge-et) gyártott:
- CPC925 – az Apple által tervezett[13] és „U3” vagy „U3H” néven hivatkozott híd (ez támogatja az ECC memóriát). Képes akár akár két PowerPC 970 vagy PowerPC 970FX támogatására, és két 550 MHz-es egyirányú processzorsínnel, egy 400 MHz-es DDR memóriavezérlővel, 8x-es AGP-vel és egy 400 MHz-es 16 bites HyperTransport csatornával rendelkezik. 130 nm-es folyamattal készült. Emellett fejlesztés alatt állt egy kiadatlan U3Lite northbridge is a PowerBook G5 számára, amely azonban nem került piacra.
- CPC945 – az IBM által tervezett és az Apple által „U4” néven hivatkozott, két PowerPC 970MP támogatására képes híd, két 625 MHz-es egyirányú processzorsínnel, két memóriavezérlővel rendelkezik, amelyek akár 64 GiB 533 MHz-es DDR2 SDRAM-ot is támogatnak ECC képességgel, emellett található benne egy x16-os PCIe sáv és egy 800 MHz 16 bites HyperTransport csatorna. 90 nm-es folyamattal készült.

A CPC965 északi hidat törölték. Ezt 2007-es kiadásra tervezték, csak egyprocesszoros áramkör lett volna. Jellemzői voltak egy 533 MHz-es DDR2 vezérlő, amely legfeljebb 8 GiB ECC memóriát támogatott, x8-as PCIe busz, integrált négyportos Gigabit Ethernet IPv4 TCP/UDP terheléscsökkentővel (offloading), USB 2.0 portokkal, egy flashmemória-interfésszel. Az északi híd integrált PowerPC 405 magot tartalmazott, a rendszervezérlő és konfigurációs képességek ellátására.

## Sínek
Az IBM saját fejlesztésű IBM Elastic Interface (EI) buszát használja a modulokban.

## Fordítás
Ez a szócikk részben vagy egészben  a   PowerPC 970 című angol Wikipédia-szócikk ezen változatának fordításán alapul.  Az eredeti cikk szerkesztőit annak laptörténete sorolja fel. Ez a jelzés csupán a megfogalmazás eredetét és a szerzői jogokat jelzi, nem szolgál a cikkben szereplő információk forrásmegjelöléseként.

### Magyar nyelven
- Apple – IBM: PowerPC G5
- A PowerPC G5 processzor belülrõl
- A PowerPC G5 elektromikroszkóp alatt
- Így működik a Power Macintosh G5!
- Quad Xeon 3.0GHz Mac Pro és Quad G5 2.5GHz Power Mac :: Nagygépek versenye
- VeriTest mérések
- A PowerPC G5 belseje
- Power Mac G5 duál 2GHz